# کیم اونگ سو
کیم اونگ سو (انگلیسی: Kim Ung-seo; ۱ ژانویهٔ ۱۵۶۴ – ۱ ژانویهٔ ۱۶۲۴) مقام ارشد نظامی پادشاهی چوسان به‌شمار می‌رفت. او در خلال جنگ ایمجین مسئول اسب‌ها و سربازان در منطقه شرقی گیونگ سانگ بود.
به وی در طول جنگ ایمجین دستور داده شد تا به جای پیکار با ژاپنی‌ها به همراه سربازانش عازم جبهه شمالی شده و با مردم جورجی به نبرد بپردازد. ارتش پانزده هزار نفری کره ای وی بعدها به فرمانده چینی ما گوی و ۲۴۰۰۰ سرباز چینی در دومین محاصره اولسان محلق شدند، اما نیروهای مشترک در تصرف قلعه ژاپنی ناکام ماندند.